# 大陸地區人民來臺從事觀光活動許可辦法
《大陸地區人民來臺從事觀光活動許可辦法》母法為《臺灣地區與大陸地區人民關係條例》，公佈於2001年12月12日，為臺灣因應兩岸特殊關係所制定的律法。該法規辦法名稱的大陸地區是指中國大陸，主管、發布、執行機關，涵蓋中華民國交通部、內政部等。
2008年6月20日，中華民國政府4度修改《大陸地區人民來臺從事觀光活動許可辦法》，大幅放寬中國大陸民眾來臺各種資格及限制，並立即自同年6月23日實施，而修正後的辦法條文共31條，涵蓋了大陸觀光事項中的人員數額、組團限制及各項因應措施。